# ロレーン・モラー
ロレーン・モラー（Lorraine Moller、1955年6月1日 - ）は、ニュージーランドの元女子長距離走・マラソン選手である。1992年バルセロナオリンピック女子マラソンの銅メダリスト。大阪国際女子マラソンへは過去に何度も出走、優勝を合計3回果たしており、大阪ではお馴染みのマラソンランナーだった。

## 経歴
1984年8月、女子マラソンで初めて五輪の正式種目となったロサンゼルスオリンピックに出走したが、惜しくも五輪メダル獲得には届かず5位入賞（ゴールタイムは2時間28分34秒）に留まった。
1986年1月、大阪国際女子マラソンで海外招待選手として出走、2位の浅井えり子を4分以上の大差をつける圧勝で同大会初優勝（2時間30分24秒）。1987年1月、2年連続の大阪国際女子マラソンでは、2位のリサ・マーチン（オーストラリア）と3位の宮原美佐子らと競り合うが終盤スパートして優勝、大会初の2連覇を果たした（2時間30分40秒）。
1988年1月、大阪国際女子マラソンで史上初の3連覇が期待されたが、レース当日体調不良のため欠場。同年9月のソウルオリンピックではメダル・入賞争いに加われず、33位（2時間37分52秒）に終わった。
しかし1989年1月、大阪国際女子マラソンではソウル五輪金メダリストのロザ・モタ（ポルトガル）らを破り、当時最多記録となる通算3回目の優勝を果たした（2時間30分21秒。なお現在はカトリン・ドーレ（ドイツ）の通算4回）。また北海道マラソンでも1989年8月（2時間36分39秒）と、1991年8月（2時間33分20秒）に合計2回の優勝を果たしている。
1992年8月、酷暑のバルセロナオリンピックに出走、優勝のワレンティナ・エゴロワ（ロシア、当時EUN）、2位の有森裕子に続いて3位入賞を果たし、見事銅メダルを獲得（2時間33分59秒）。なお37歳での五輪メダル獲得は、女子マラソン選手史上当時の最高齢記録であった（現在は2008年8月の北京オリンピック金メダリスト、コンスタンティナ・トメスク（ルーマニア）の38歳）。
翌1993年1月、大阪国際女子マラソンに出走するが、5位に留まった（2時間30分31秒）。1996年7月のアトランタオリンピックにも41歳で出走（46位、2時間42分21秒）、4大会連続の五輪女子マラソン代表選手となった。
現在、ハート・オブ・ゴールドの副代表理事を務めている。名付け親はモラー本人であり、代表理事は有森裕子。